# علامة مايرسون
علامة مايرسون (Myerson's sign) هي حالة طبية حيث يكون المريض غير قادر على مقاومة طرف العين عند النقر على المقطب وهو المنطقة فوق الأنف وبين الحاجبين. وغالبًا ما يشار إليه بـ منعكس المقطب . وكثيرًا ما يكون عرضًا مبكرًا لـ مرض باركنسون ، يلاحظ في الخرف المبكر مثلما يمكن أن يلاحظ الأمراض العصبية المتقدمة الأخرى. (other progressive neurologic illness)